# Nicolás Conti
Nicolás Conti (* 1904 in Montevideo; † 1990) war ein uruguayischer Fußballspieler.

## Karriere

### Verein
Offensivakteur Conti wurde zu Beginn seiner Karriere zunächst auf der Position des rechten Innenstürmers bzw. rechten Halbstürmers eingesetzt. Im späteren Verlauf seiner Karriere lief er in der zweiten Hälfte der 1920er Jahre wechselnd auf Positionen auf, die dem heutigen Achter und Zehner am ehesten entsprechen und galt als äußerst torgefährlich. Ab 1929 war er bis zu seinem Karriereende linker Halbstürmer.
Conti spielte gegen Ende der 1910er Jahre zunächst für den Club San Carlos. Er gehörte sodann mindestens von 1923 bis 1929 und erneut 1931 dem Kader der Montevideo Wanderers an. In diesem Zeitraum gewannen die Wanderers während der Phase der Aufspaltung der Organisationsstruktur im uruguayischen Fußball als Atlético Wanderers 1923 die von der Federación Uruguaya de Football (FUF) parallel ausgerichtete Meisterschaftsrunde. 1924 wurde man in diesem Wettbewerb Vize-Meister. Im selben Jahr steht zudem der Gewinn der Copa Río de La Plata zu Buche. 1931 sicherte sich Conti mit den mittlerweile wieder unter dem Dach der Asociación Uruguaya de Fútbol (AUF) spielenden Wanderers den uruguayischen Meistertitel in der Primera División. Insgesamt absolvierte er 152 Partien für die Wanderes und erzielte 42 Tore. Seine Karriere musste er infolge einer Verletzung beenden.

### Nationalmannschaft
Conti, der auch bereits eine Berufung in die Nationalauswahl der FUF erhalten hatte, war Mitglied der A-Nationalmannschaft Uruguays. Er gehörte dem Kader der Celeste bei der Südamerikameisterschaft 1926 in Chile an, bei der Uruguay den Titel gewann. Im Verlaufe des Turniers kam er jedoch nicht zum Einsatz. 1927 kam er in Spielen der uruguayischen Auswahl gegen den chilenischen Klub CSD Colo-Colo zum Einsatz.

### Erfolge
- Südamerikameister: 1926
- Uruguayischer Meister: 1923 (FUF), 1931